# Марион Делорм (пьеса)
«Марио́н Дело́рм» (фр. Marion de Lorme) — романтическая трагедия в пяти действиях в стихах французского писателя, поэта и драматурга Виктора Гюго, написанная 26 июня 1829 года. Премьера состоялась 11 августа 1831 года в парижском театре «Порт-Сен-Мартен». Впервые опубликована в 1831 году.

## История создания
Гюго начал писать драму  «Марион Делорм» 2 июня 1829 года, и уже через двадцать четыре дня, 26 июня 1829 года, весь текст пьесы был готов. В начале июля Гюго прочёл свою драму, первоначально названную им «Дуэль во времена Ришельё», в кружке друзей. В числе слушателей были Бальзак, Мюссе, Дюма, Мериме, Делакруа и ряд других писателей и художников, близких к романтическому движению. По совету друзей Гюго сделал в тексте драмы довольно значительные сокращения, а позже изменил и её заглавие.
«Марион Делорм» — романтическая трагедия, в которой некоторые исторические образы и события переплетены со свободным вымыслом. Наряду с Людовиком XIII, кардиналом Ришельё, Марион Делорм и другими, Гюго рисует целую галерею вымышленных лиц. Для большей конкретности изображения Гюго даёт точную дату действия: 1638 год. Из кратких, но выразительных реплик действующих лиц зрители узнают об общественно-политической жизни Франции эпохи Ришельё. Непосредственное отношение к изображаемым в драме событиям и лицам имеют и «закулисные» персонажи,  играющие значительную роль в развитии конфликтов и личной жизни героев драмы. Этим как бы расширяются рамки пьесы и углубляется её исторический фон. Так, например, с большим мастерством очерчен образ кардинала Ришельё, остающегося до конца «закулисным», внесценическим персонажем. Он ни разу не показан зрителям, и его роль ограничивается лишь одной зловещей фразой, санкционирующей казнь («Ни слова о пощаде!»), однако огромная фигура Ришельё возвышается над всеми действующими лицами драмы: его имя у всех на устах, он определяет  судьбы героев драмы, являясь центральной осью, вокруг которой вращается действие.
Драматический конфликт «Марион Делорм» основан на столкновении социально обездоленных, деклассированных, одиноких героев (Марион и Дидье) с мрачными силами абсолютистской монархии, воплощёнными в образах Людовика XIII, Ришельё и исполнителей их велений.
Образ Марион Делорм, созданный Гюго,  имеет мало общего со своим историческим прототипом. Гюго идеализировал свою героиню, сделав её жертвой социального зла. Некогда Марион была кумиром «золотой» аристократической молодёжи, развратных вельмож и сановников, но теперь она порвала со своим позорным прошлым известной куртизанки и предстаёт перед зрителем глубоко несчастной молодой женщиной, истосковавшейся по настоящей, большой, человеческой любви. Но её неотступно преследует неблаговидное прошлое. Душевная драма Марион Делорм воспринимается светскими прожигателями жизни с насмешкой и иронией, а её страстная любовь к Дидье представляется им только забавой, капризом. Гюго рисует глубокую внутреннюю отчуждённость Марион от того мира, с которым она была раньше связана.
В образе Дидье воплощены типические черты романтического героя — крайнего индивидуалиста, гордого одиночки, вступившего в безнадёжную борьбу с окружающим его обществом.
В «Марион Делорм» легко обнаружить следы влияния Шекспира, которого глубоко чтил молодой автор-романтик. Но «шекспиризация» Гюго здесь, как и в дальнейших его драмах, сводится в основном к внешнему воспроизведению некоторых приёмов и черт композиции драматургии Шекспира. Подобно своему великому учителю, Гюго стремился ввести массовые сцены, на которых развёртывалось бы действие. Под явным влиянием «Гамлета» написаны сцены с бродячими артистами. Марион читает монолог Химены из корнелиевского «Сида», в котором зашифрована её собственная судьба. Философские размышления Дидье о жизни и смерти внешне выдержаны в гамлетовских тонах. Образ Ланжели должен был, по мысли Гюго, перекликаться с образом шута из «Короля Лира», — хотя в действительности прибауткам Ланжели недостаёт народной мудрости, сочности, острой выразительности.
Шеспировские реминисценции, ощущаемые в «Марион Делорм», свидетельствуют не только о влиянии Шекспира; они также говорят о  большом драматическом таланте Гюго и его великолепном знании сцены. Тем не менее творческий метод Шекспира, идейная и психологическая глубина, реализм его трагедий не были постигнуты Гюго, создавшим в совершенно иных исторических условиях совсем иной тип драмы.

## Премьера и первые постановки
Сразу же после создания пьесы 26 июня 1829 года, чтения её автором в кружке друзей — писателей и художников, близких к романтическому движению — начались переговоры о постановке пьесы. Три парижских театра почти одновременно выразили готовность поставить драму. Гюго отдал предпочтение театру «Комеди Франсэз». Пьеса должна была появиться на сцене этого театра ещё в том же 1829 году, но внезапно возникли препятствия цензурного характера. Власти не без основания усмотрели в характеристике диктатуры Ришельё намёк на деспотический способ управления Францией при Карле X. Все хлопоты Гюго перед министрами и даже прямое обращение к королю оказались тщетными: пьеса была запрещена. Лишь после Июльской революции 1830 года, принесшей наряду с другими буржуазно-либеральными реформами также и освобождение театров от королевской цензуры,  постановка пьесы Гюго стала возможной. На этот раз драматург предоставил её одному из самых демократических театров Парижа — «Порт-Сен-Мартен». 

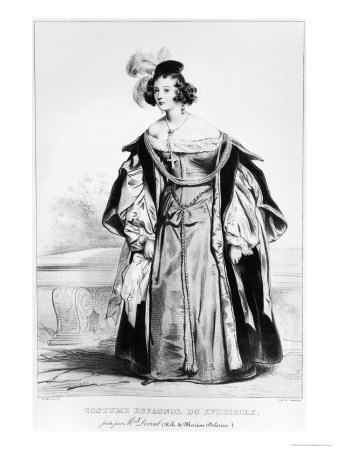
Мари Дорваль в роли Марион Делорм. А.Девериа. 1835

 Заглавная роль была поручена знаменитой в то время актрисе Мари Дорваль, по совету которой Гюго внёс в текст пьесы ещё ряд существенных изменений, особенно в последнем действии. Так, например, в первоначальном варианте пьесы Дидье шёл на казнь, не простив Марион; теперь Гюго добавил сцену прощения.  Вместе с тем автор значительно углубил роль Марион в психологическом отношении, внеся небольшие изменения или добавления в разных частях пьесы.
Премьера состоялась 11 августа 1831 года, когда парижская публика уже достаточно хорошо знала Гюго как драматурга по постановке, за два года до этого, его пьесы «Эрнани». Как и тогда, зрительный зал стал ареной ожесточённой борьбы между разными группами зрителей, противоречивыми были и отзывы различных газет — в зависимости главным образом от их политического направления.
Пьеса продержалась в репертуаре три месяца, однако после этого возобновлена была только в 1838 году, уже театром «Комеди Франсэз», где она шла затем почти ежедневно до 1852 года, когда постановка всех пьес Гюго была запрещена во Франции Наполеоном III. В 1867 году Наполеон III объявил амнистию защитникам республики, и многие политические эмигранты вернулись во Францию. Однако Гюго отверг амнистию, заявив: «Я вернусь, когда во Францию вернётся свобода». Под давлением общественного мнения правительство вынуждено было разрешить постановку его драм «Эрнани» и «Рюи Блаз». Затем неожиданно последовало вторичное запрещение «Рюи Блаза». Тогда группа литераторов и артистов, друзей Гюго, в знак протеста организовала постановку «Марион Делорм» в виде любительского спектакля в салоне маркизы Рикар. Роли исполняли поэты и писатели, в том числе Франсуа Коппе и Катюль Мендес.
Только после падения Наполеона III, в 1873 году «Марион Делорм» вновь появилась на французской сцене; она была поставлена в театре «Комеди Франсэз» при участии лучших актёров труппы: Жана Муне-Сюлли, мадемуазель Фавар, а позже и Сары Бернар. Демократический зритель горячо встретил драму Гюго. Содержавшийся в ней призыв к человечности был созвучен борьбе за амнистию участникам Парижской коммуны, которую вела в то время прогрессивная общественность, многие увидели в  «Марион Делорм» прямой намёк на современность. С тех пор пьеса прочно вошла в репертуар французских театров и продолжала ставиться почти без перерывов в конце XIX века и на протяжении всего XX века.

## Первые постановки в России
В России пьеса была долгое время запрещена, причём этот запрет был санкционирован на самом высшем уровне. По свидетельству П. А. Вяземского, представление пьесы было запрещено непосредственно императором Николаем I: «Она подана ему была 14 декабря. Он попал на место, где говорится о виселицах, бросил книжку на пол и запретил представление».
В 1889 году французская труппа, игравшая в помещении Михайловского театра в Петербурге, показала русскому зрителю пьесу «Марион Делорм», которая до тех пор находилась под строгим цензурным запретом, как и все пьесы Гюго.
В 1890 году драма была представлена на русском языке в Москве, в театре Гореловой, а в 1899 году  — в петербургском  Павловском театре.
После Октябрьской революции пьеса «Марион Делорм» была возобновлена в 1926 году в театре-студии Вахтангова с артисткой Орочко в заглавной роли; с тех пор драма неоднократно шла на сценах различных театров.

## Персонажи
- Марион Делорм
- мадам Роза, компаньонка Марион
- Дидье
- Людовик XIII
- Маркиз де Саверни
- Маркиз де Нанжи
- Ланжели
- Де Лафемас
- Герцог де Бельгард
- Маркиз де Бришанто, офицер Анжуйского полка
- Граф де Грассе, офицер Анжуйского полка
- Виконт де Бушаванн, офицер Анжуйского полка
- Шевалье де Рошбарон, офицер Анжуйского полка
- Граф де Виллак, офицер Анжуйского полка
- Шевалье де Монпеза, офицер Анжуйского полка
- Аббат де Гонди
- Граф де Шарнасе
- Скарамуш, бродячий комедиант
- Грасье, бродячий комедиант
- Тайбра, бродячий комедиант
- Советник при Верховном суде
- Глашатай
- Придверник
- Начальник стражи города Блуа
- Тюремщик
- Писец
- Палач
- Первый рабочий
- Второй рабочий
- Третий рабочий
- Слуга
- Провинциальные комедианты, стражники, народ, дворяне, пажи.

## Влияние в мировой культуре
- 1862 — опера «Марион Делорм» итальянского композитора Джованни Боттезини
- 1885 — опера «Марион Делорм» итальянского композитора  Амилькаре Понкьелли, либретто Энрико Голишани
- 80-е — опера «Марион Делорм» русского композитора Павла Семёновича Макарова

## Экранизации
- 1912 — французский кинофильм «Марион Делорм», режиссёр Альбер Капеллани
- 1919 — венгерский кинофильм «Марион Делорм», режиссёр К. Хинтер
- 1918 — французский кинофильм «Марион Делорм», режиссёр Анри Краусс
- 1967 — французский телефильм «Марион Делорм», режиссёр Жан Кершброн